# André Claveau
André Claveau (París, 17 de desembre de 1911 - Braçac, 4 de juliol de 2003) va ser un popular cantant i actor francès que fou, entre d'altres, el primer home a guanyar el Festival de la Cançó d'Eurovisió l'any 1958, amb la interpretació de la cançó "Dors, mon amour".

## Senzills
- Venez donc chez moi (1939)
- Seul ce soir (1942)
- J'ai pleuré sur tes pas (1943)
- Marjolaine (1943)
- Une nuit mon amour (1949)
- Domino (1950)
- Cerisier rose et pommier blanc (1950)
- Bon anniversaire, nos vœux les plus sincères (1951)
- Le Petit train (1952)
- Les Yeux d'Elsa (1956)
- Dors, mon amour (1958)
- 24 Best-Loved French Folk Songs (1989)
- C'est bon d'aimer

## Filmografia
- Champions de France (1938)[2]
- Le destin s'amuse (1947)
- Gai Paris (1947)
- Amours de vacances (1948)
- Les Vagabonds du rêve (1949)
- La kermesse en chansons (1949)
- Sous le ciel de Paris (1950)
- Fusillé à l'aube (1950)
- Vedettes en chansons (1950)
- Cœur-sur-Mer (1951)
- Pas de vacances pour Monsieur le Maire (1951)
- Les Surprises d'une nuit de noces (1952)
- Un jour avec vous (1952)
- Rires de Paris (1953)
- La Route du bonheur (Saluti e baci) (1953)
- French Cancan (1955)
- Les héros sont fatigués (1955)
- Prisonniers de la brousse (1960)
- Lacombe Lucien (1974)